# Площадь Ленина (Волгоград)
Площадь Ле́нина — площадь в Центральном районе Волгограда

## История
До революции площадь носила название Никольской церкви, построенной в 1899 году которая располагалась на ней. Площадь была неблагоустроенной, не имела дорожного покрытия и являлась местом остановки обозов, везущих рыбу из Астрахани и Царицына в Москву и другие города.
За время своего существования, на площади не раз проводились митинги и забастовки. В 20-х годах, в память о Кровавом воскресенье, она получила новое название — площадь 9-го Января.
В годы первых пятилеток облик города серьёзно менялся, менялся и облик площади: на месте разрушенной Никольской церкви были воздвигнуты многочисленные жилые дома.
Во время Сталинградской битвы в одном из жилых домов укрепилась группа советских бойцов под командованием лейтенанта И. Ф. Афанасьева (впоследствии его стали называть «домом Павлова» в честь ещё одного руководителя группы, старшего сержанта Я. Ф. Павлова), и оборонялась в течение 58 дней. В ходе войны застройка площади серьёзно пострадала. В память о защитниках площадь 9 января была переименована в площадь Обороны.
В 1951 году были построены четыре одинаковых жилых дома, образовав вокруг дома Павлова каре, тем самым определив характер дальнейшей застройки площади. Позже, новые дома были объединены полукруглой колоннадой, а торец дома Павлова был оформлен барельефом, изображающим образ героя-победителя на фоне эпизодов оборонительных боёв.
После установки в 1960 году памятника Ленину, площадь получила имя вождя пролетариата. Памятник Ленину был создан скульптором Е. В. Вучетичем и архитектором Т. А. Захаровым. Бронзовая скульптура Ленина изготовлена на Мытищинском заводе художественного литья. Общая высота памятника (вместе с постаментом) составляет 18,8 метра.

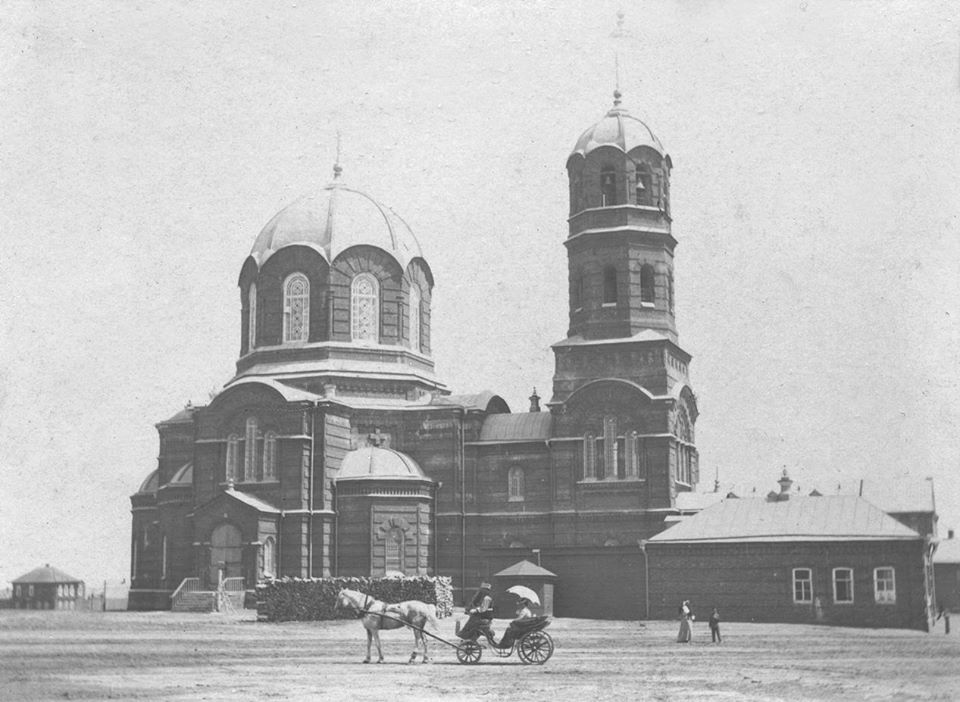
Никольская церковь на Никольской площади
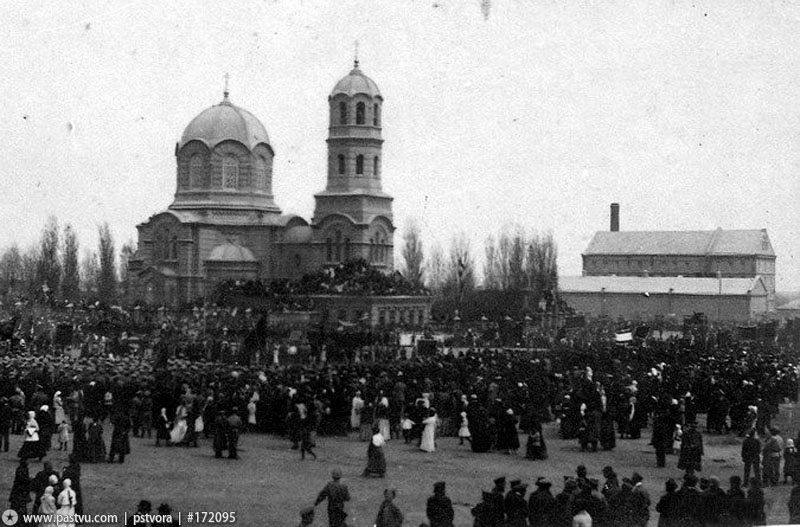
Никольская церковь и мельница Гергардта

## Транспорт
Под площадью в северной части располагается одноимённая станция скоростного трамвая, вход на станцию.

## Культура
- Площадь изображена на Панораме «Разгром немецко-фашистских войск под Сталинградом».